# 平古达瓜
平古达瓜是巴西米纳斯吉拉斯州的一个市镇。总面积66.82平方公里，总人口4016人，人口密度60.1人/平方公里。